# Popitsa
Popitsa (bulgariska: Попица) är ett distrikt i Bulgarien.   Det ligger i kommunen Obsjtina Bjala Slatina och regionen Vratsa, i den nordvästra delen av landet, 100 km nordost om huvudstaden Sofia.
Trakten runt Popitsa består till största delen av jordbruksmark. Runt Popitsa är det ganska tätbefolkat, med 75 invånare per kvadratkilometer.